# Nationalpark Thung Salaeng Luang
Der Nationalpark Thung Salaeng Luang (Thai อุทยานแห่งชาติทุ่งแสลงหลวง) ist ein Nationalpark in den Provinzen (Changwat) Phitsanulok und Phetchabun in der Nordregion von Thailand.

## Geschichte
Bereits 1959 wurde Thung Salaeng als Gebiet für einen Nationalpark Thailands vorgeschlagen, was schließlich 1972 auch geschah. In den 1960er bis 1980er Jahren war das Gebiet von kommunistischen Aufständischen beherrscht, die hier eine größere Basis für ihre Aktivitäten im Nordosten errichtet hatten.

## Lage
Das Zentrum des Nationalparks Thung Salaeng Luang befindet sich etwa 80 Kilometer östlich von Phitsanulok. Er ist etwa 1262 km² groß, dass entspricht 789.000 Rai.

## Topographie
Die Landschaft des Nationalparks ist im Süden überwiegend flach, sonst mit hügeligem Gelände aus Sandstein ausgestattet, und bietet damit gute Bedingungen zum Wandern. Die Höhe über dem Meeresspiegel variiert zwischen 300 m und 1028 m. Durch den Park fliegt der Fluss Wang Thong. Größere Salzlaken befinden sich im Nordwesten bei Pong Sai und im Südwesten bei Pong Thung Phaya.

## Klima
Die Jahresdurchschnittstemperatur liegt bei etwa 25 °C, die Höchsttemperaturen erreichen häufig 30 °C und mehr. Die durchschnittliche jährliche Regenmenge beläuft sich auf 1,7 Meter. 

## Fauna und Flora

### Pflanzenarten
Die Baumlandschaft ist geprägt von Laubwald und weist Buschwerk auf, wie es für das Flachland Südostasiens typisch ist. Kleinere Flächen werden von Immergrünem Wald bedeckt. Im November ist die Hauptblütezeit. Hier ein Auszug aus der Pflanzenvielfalt:
- Jambolanapflaume, (Syzygium cumini)
- Pinus merkusii,  (im englischen: Sumatran Pine)
- Baccaurea ramiflora, (im englischen: Burmese grape)
- Toona ciliata
- Hydnocarpus ilicifolia
- Magnolia champaca
- Hopea ferrea

- Musa balbisiana

- Artocarpus lakoocha Roxb.

### Tierarten
Zahlreiche Tierarten sind im Nationalpark Thung Salaeng Luang zu finden: neben dem bedrohten Tiger sind unter anderem der Elefant, und die Zibetkatze. Weitere Tiere sind:
- Cervus unicolor
- Dickschnabel-Grüntaube, (Treron curvirostra)
- Bengalensegler, (Cypsiurus balasiensis)
- Hinduracke, (Coracias benghalensis)
- Graukopf-Kanarienschnäpper, (Culicicapa ceylonensis)
- Amboina-Scharnierschildkröte, (Cuora amboinensis)
- Grüne Peitschennatter, (Ahaetulla prasina)

## Sehenswürdigkeiten
- Namtok Kaeng Sopha (Kaeng-Sopha-Wasserfall) (Thai: น้ำตกแก่งโสภา) – dreistufiger Wasserfall im Verlauf des Wang Thong
- Thung Salaeng Luang (ทุ่งแสลงหลวง) – Graslandschaft
- Thung Nang Phaya (ทุ่งนางพญา) – Graslandschaft mit schönen Bestand aus Kiefern
- Thung Non Son (ทุ่งโนนสน) – eine Wiesenlandschaft, die im Herbst (Oktober, November) weithin mit Blütenblumen bedeckt ist.
- Tham Phra Wang Daeng (ถ้ำพระวังแดง) und Tham Duean, Tham Dao (ถ้ำเดือน, ถ้ำดาว) – Höhlen (Stalagmiten, Stalaktiten)